# Torrgölen, Småland
Torrgölen är en sjö i Oskarshamns kommun i Småland och ingår i Viråns huvudavrinningsområde.